# Franciszek Szafraniec
Franciszek Hugon Szafraniec (ur. 22 marca 1940 w Świętochłowicach) – polski matematyk, profesor nauk matematycznych, emerytowany profesor zwyczajny Uniwersytetu Jagiellońskiego w Krakowie. Doktorat uzyskał na UJ w 1968 roku (promotor: Tadeusz Ważewski). W latach 1977–1980 pełnił funkcję prodziekana, a w latach 1980-1981 dziekana Wydziału Matematyki i Fizyki Uniwersytetu Jagiellońskiego. Wypromował siedmiu doktorów, wszystkich na UJ. Byli to: Wanda Szpunar, Marek Kosiek, Ewa Szostak, Jan Niechwiej, Ahmand Ajjour, Piotr Niemiec, Anna Kula.
Swoje prace publikował w takich czasopismach jak m.in. „Proceedings of the American Mathematical Society”, „Annales Polonici Mathematici”, „Journal of Mathematical Analysis and Applications", „Linear Algebra and Its Applications”, „Journal of Physics A: Mathematical and Theoretical" oraz „Studia Mathematica". Ma poświęcone mu hasło na stronie MacTutor StAndrews University. 
Należy do Polskiego Towarzystwa Matematycznego. W latach 1981–1983 był prezesem Oddziału Krakowskiego PTM.

## Książki
- Franciszek H. Szafraniec Przestrzenie Hilberta z jądrem reprodukującym, Wydawnictwo Uniwersytetu Jagiellońskiego, Kraków 2005.